# 樫原湿原

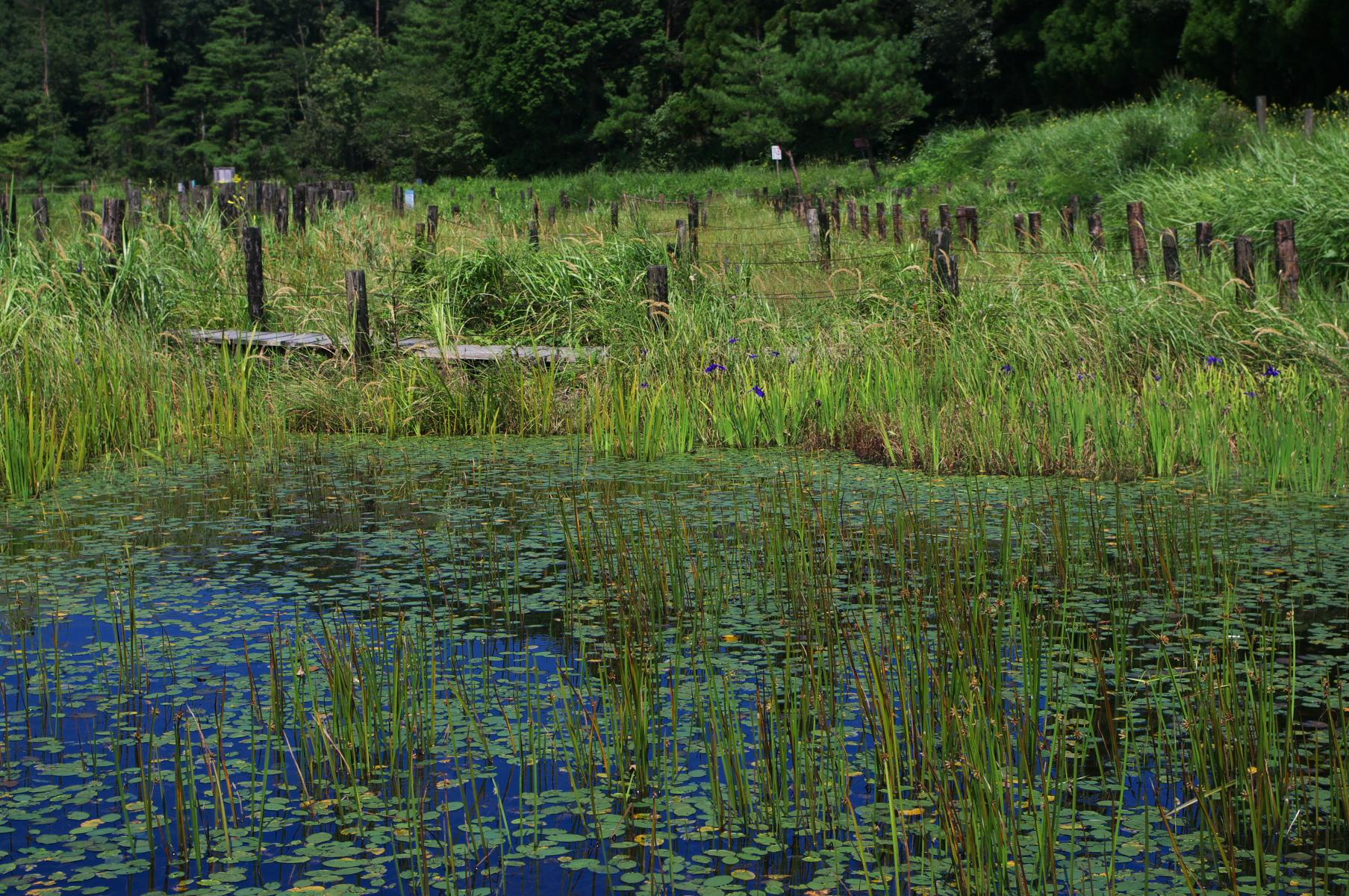
樫原湿原（2009年9月）

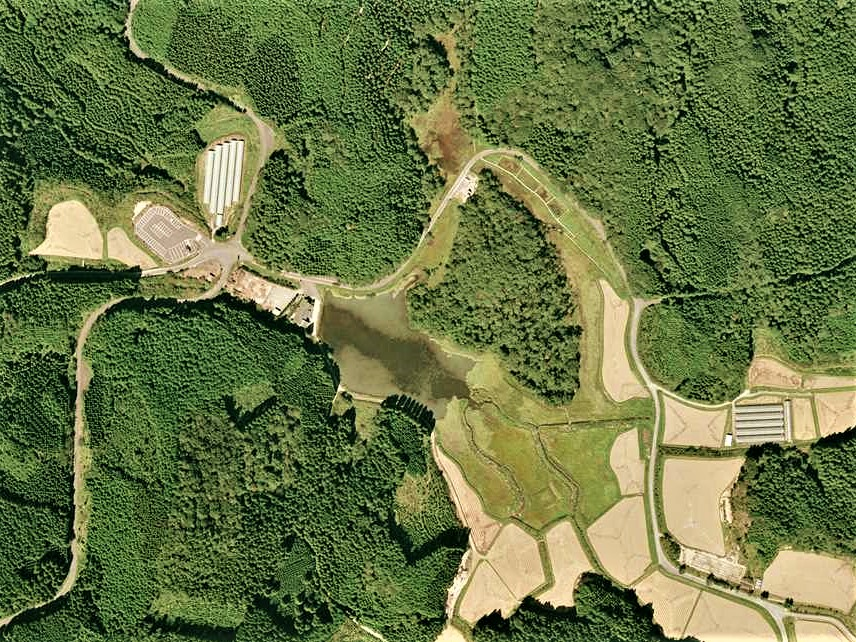
樫原湿原周辺の空中写真。
。2013年9月17日撮影

樫原湿原（かしばるしつげん）は佐賀県唐津市七山池原に位置する湿原・湿地。

## 概要
樫原湿原は唐津市東部の旧七山村域に位置する標高591メートル、敷地面積約120ヘクタールの湿原で、1976年（昭和51年）に佐賀県自然環境保全地域に指定され、さらにそのうちの8ヘクタールは特別地区に指定されている。また、2001年（平成13年）10月11日には環境省の「生物多様性の観点から重要度の高い湿地」（略称「重要湿地」、日本の重要湿地500）に指定されており、豊富な生態系から「九州の尾瀬」とも呼ばれている。
遊歩道が設けられており、多種多様な動植物を観察しながらの散策が可能である。
また、希少生物も多く自生しており、最盛期には県内外から多くのアマチュアカメラマンが訪れる。

## 動植物
氷河期の残存植物といわれるミツガシワをはじめ、食虫植物や絶滅危惧種など約60種類の湿地植物が生育している。ヒツジグサやショウブ、ユウスゲなどが見られるほか、ミツガシワやトキソウ、サギソウなどの国や県のレッドデータブックに記載されている希少種、モウセンゴケのような食虫植物が生育する。このうちサギソウは旧七山村の村花でもあり、樫原湿原を代表する植物とされている。
動物は絶滅危惧種であるハッチョウトンボやモートンイトトンボなどの湿生昆虫が見られ、特にモートンイトトンボは佐賀県ではこの樫原湿原でしか見ることはできない。他にアマガエルやヨシキリなどが生息する。

## 自然保護の取り組み
「九州の尾瀬」ともいわれる樫原湿原だが人の手が入っていないというわけではない。昭和46年に開通した七山村道によって湿原が分断されたことや、野焼きやオオミズゴケの除去等の中断により、開放水面の減少や水量の減少、土砂等の堆積などで保全状況が悪化し、数種類の植物が確認できなくなる、既存植物の株数も減少するなどの問題が発生している。これに伴い平成14年から自然生態系の保全･再生にむけた調査が行われ、平成17年には佐賀県を主体とする「樫原湿原地区自然再生事業実施計画」が作成され、昭和中期頃の湿地植生を再生するための取り組みが行われている。
取り組みの一環である植生の除去では、ミズゴケなどの大繁茂した特定植物や枯れた植物体の堆積などによって陸化が進行している問題への対処として、浚渫や植生の抜き取りを実施したところ、開放水面が拡大し多様な植生が回復するといった成果が出ている。この他に湿地帯に侵入した灌木の除去や湿地を分断している村道の移設などが保護手法として実施、または議論されている。

## 注意事項
豊富な生態系の中にはマダニやハチ、ヘビなどの人的危害を加える生物も生息しており、訪れる際は長袖や長ズボンなどの露出の少ない服装が好ましい。
また、湿原破壊の原因の一つとして一部の人間による湿地内の立ち入りが挙げられており、湿地内に入る行為は立木の採取や伐採などと合わせて禁止されている。
この他にペットの連れ歩き禁止、湿原内での飲食・喫煙の禁止など、規定が設けられている。

## アクセス
- 車：長崎自動車道佐賀大和ICから40分、西九州道（唐津道路）浜玉ICから35分[4][9] ※湿原付近に駐車場あり
- JR：JR筑肥線浜崎駅からタクシーで40分[9]